# 平井駅 (東京都)

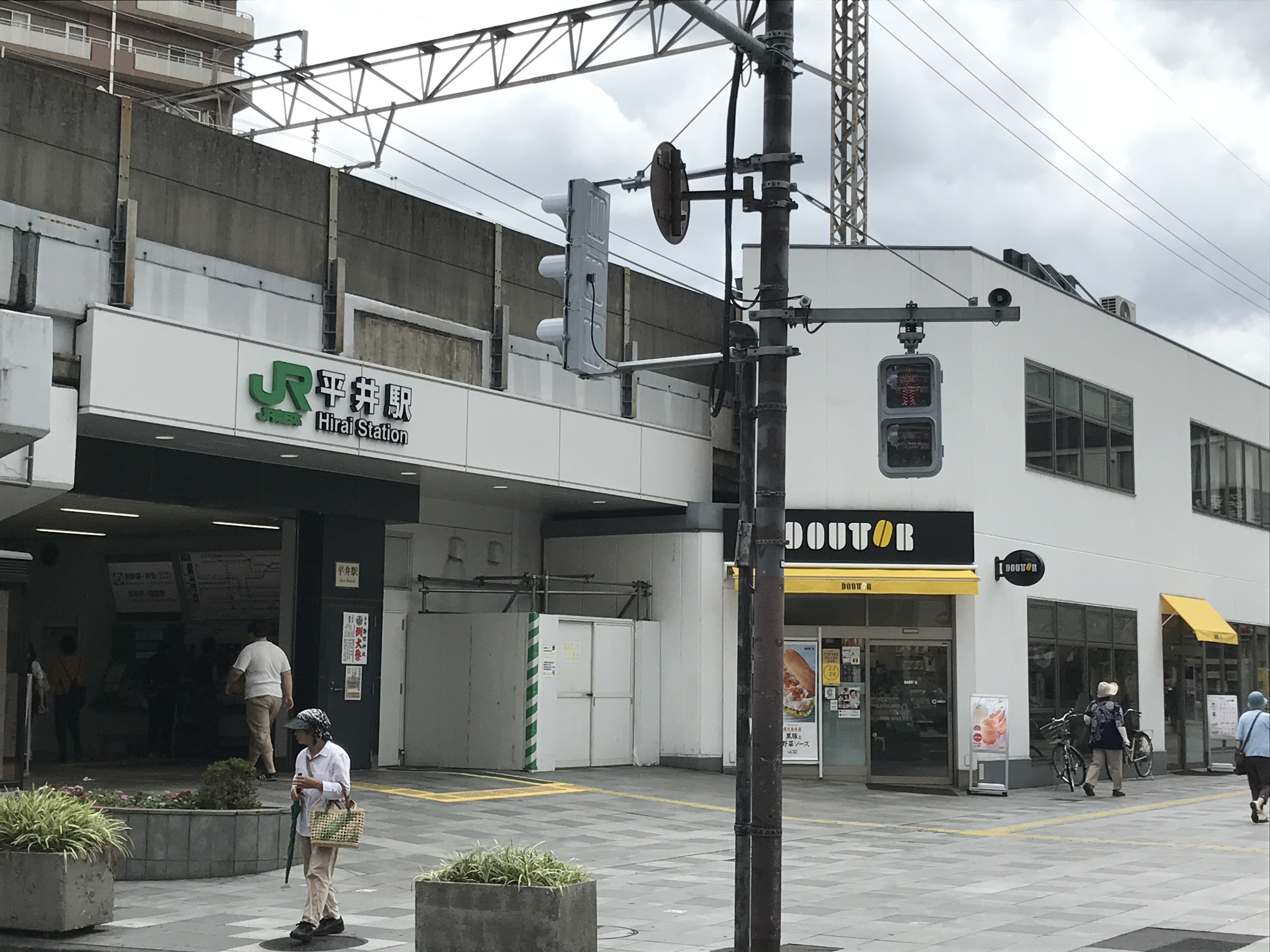
北口（2017年8月）

平井駅（ひらいえき）は、東京都江戸川区平井三丁目にある、東日本旅客鉄道（JR東日本）総武本線の駅である。駅番号はJB 24。江戸川区の駅では最も西に位置する。
当駅には、緩行線を走る中央・総武線各駅停車のみが停車する。また、特定都区市内制度における「東京都区内」に属する。また、総武本線において、起点の東京駅または御茶ノ水駅から起算して、乗り換えのない最初の単独駅でもある。

## 歴史
- 1899年（明治32年）4月28日：総武鉄道の駅として開業[1]。
- 1907年（明治40年）9月1日：総武鉄道が鉄道国有法により買収、国有化され、帝国鉄道庁の駅となる[1]。
- 1945年（昭和20年）3月10日：東京大空襲により全焼[1]。
- 1965年（昭和40年）12月1日：配達の取り扱いを廃止[2]。
- 1987年（昭和62年）4月1日：国鉄分割民営化に伴い、東日本旅客鉄道（JR東日本）の駅となる[1]。
- 2001年（平成13年）11月18日：ICカード「Suica」の利用が可能となる[3]。
- 2013年（平成25年）2月25日：みどりの窓口の営業を終了。
- 2017年（平成29年）3月1日：業務委託化[4]。
- 2018年（平成30年）3月20日：商業施設「シャポーロコ平井」が開業[5]。
- 2025年（令和7年）度：スマートホームドアの使用を開始（予定）[6]。

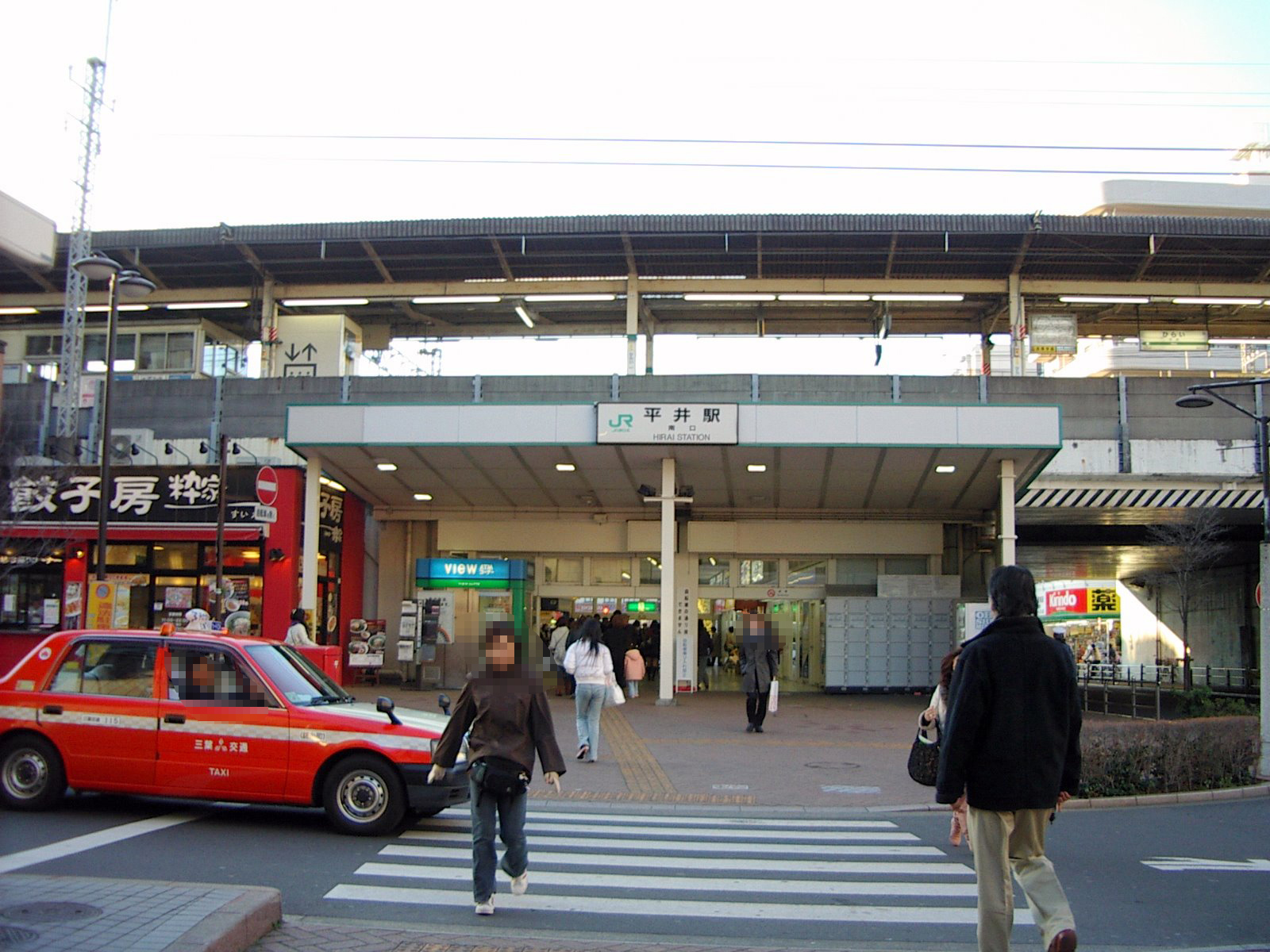
改良前の平井駅南口
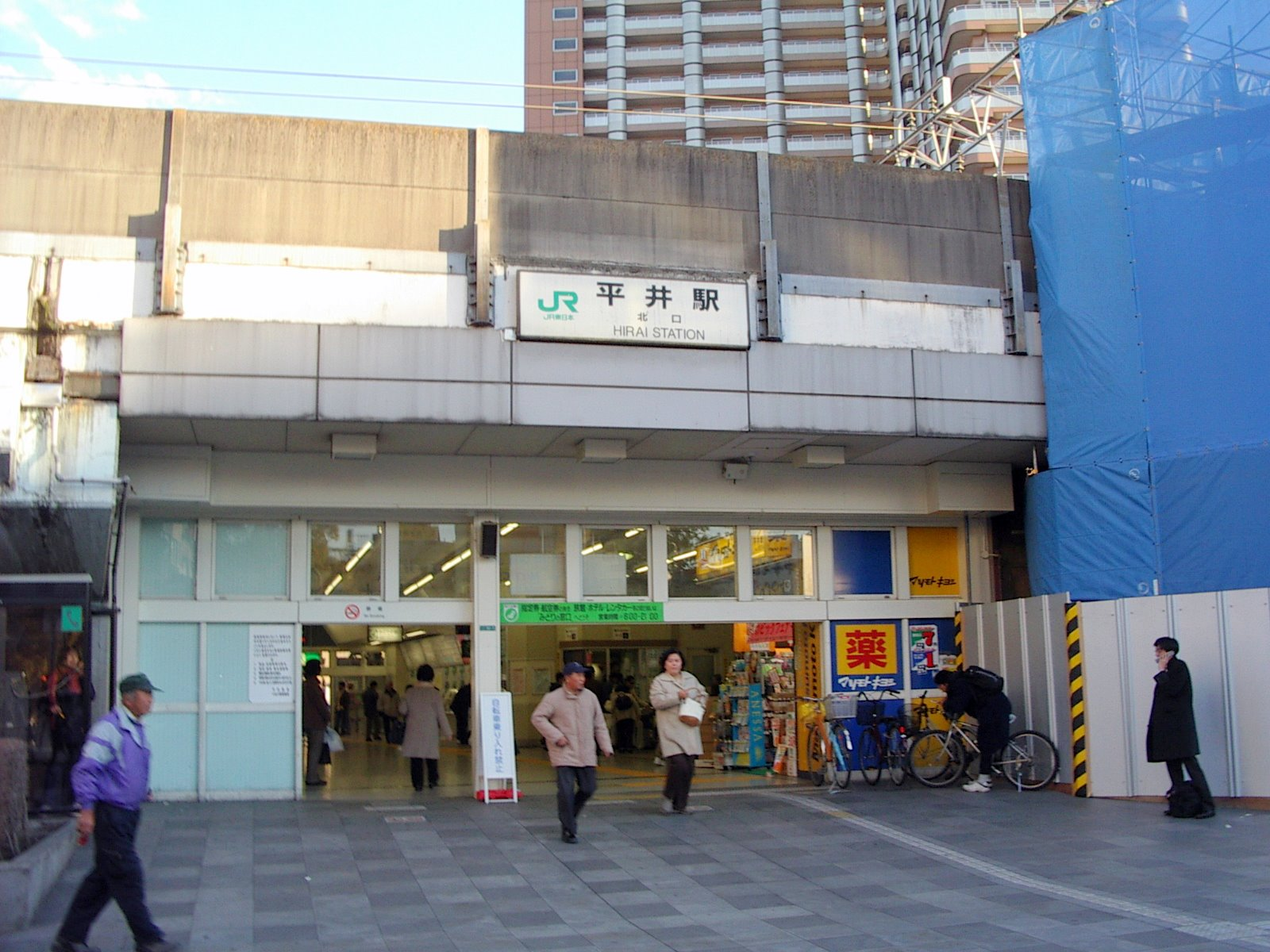
改良前の平井駅北口

## 駅構造
島式ホーム1面2線を有する高架駅である。改札口は高架下の1か所のみで、北口と南口に分かれている。
JR東日本ステーションサービスが受託する業務委託駅（錦糸町営業統括センター（新小岩駅）管理）である。自動券売機、多機能券売機、指定席券売機、自動改札機が設置されている。

### のりば
| 番線 | 路線               | 方向 | 行先                         |
| ---- | ------------------ | ---- | ---------------------------- |
| 1    | 総武線（各駅停車） | 西行 | 秋葉原・新宿・中野方面       |
| 2    | 総武線（各駅停車） | 東行 | 新小岩・市川・船橋・千葉方面 |

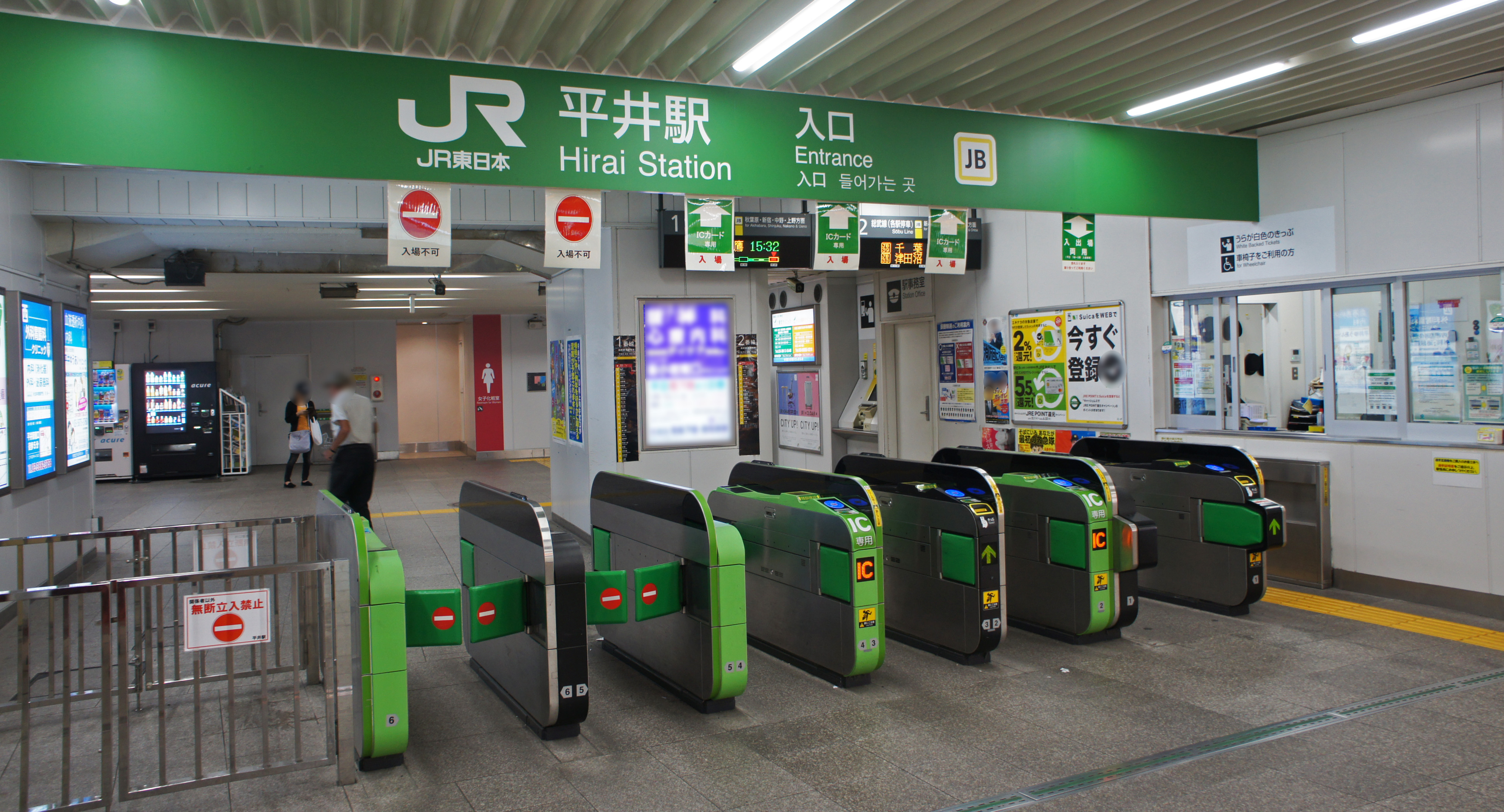
改札口（2019年9月）
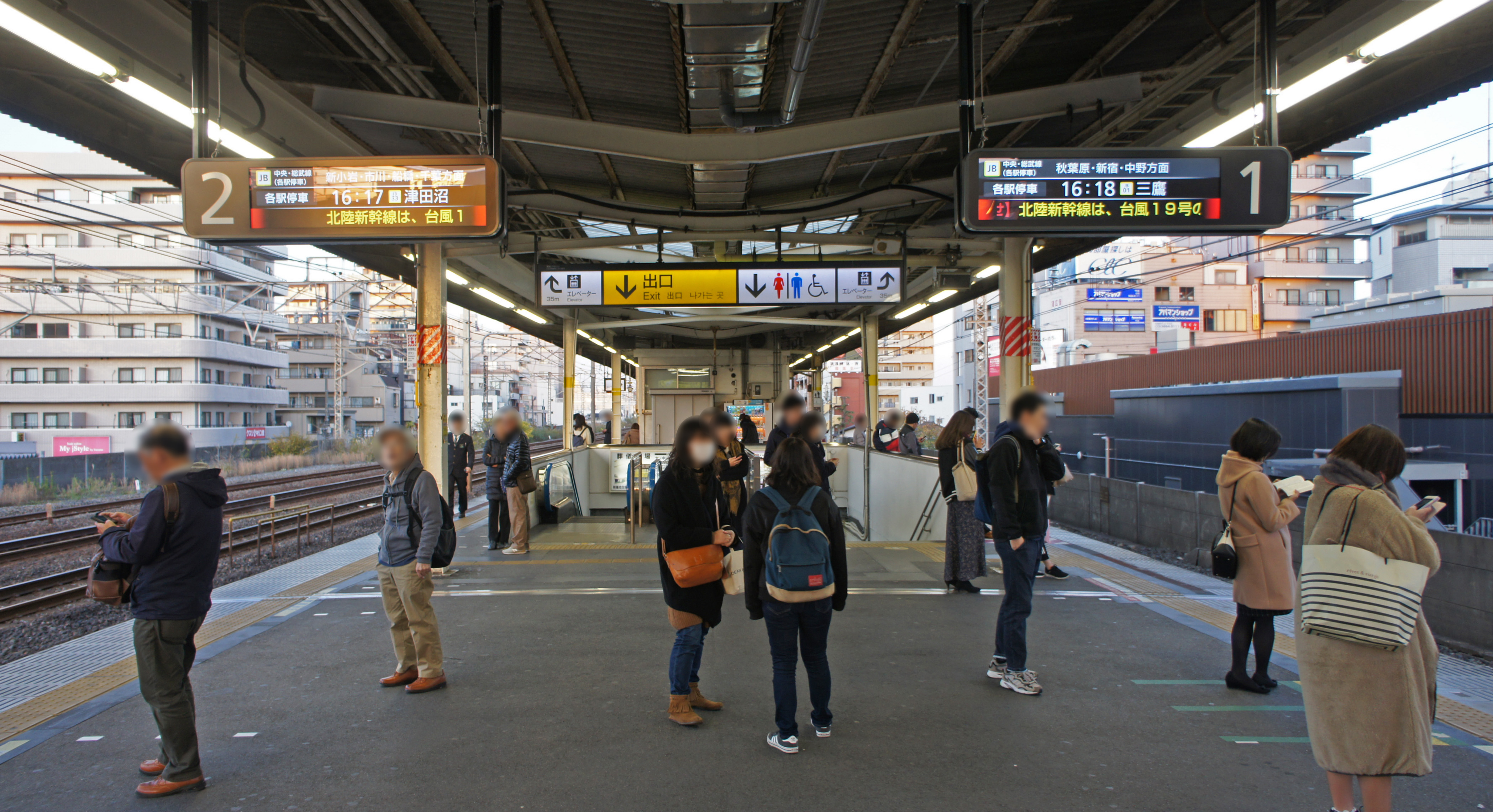
ホーム（2019年11月）

## 利用状況
2023年度（令和5年度）の1日平均乗車人員は29,973人である。
1990年度（平成2年度）以降の推移は以下のとおりである。
| 1日平均乗車人員推移 | 1日平均乗車人員推移 | 1日平均乗車人員推移 | 1日平均乗車人員推移 | 1日平均乗車人員推移 | 1日平均乗車人員推移 | 1日平均乗車人員推移 |
| 年度                | 定期外              | 定期                | 合計                | 出典                | 出典                | 出典                |
| 年度                | 定期外              | 定期                | 合計                | JR                  | 東京都              | 江戸川区            |
| ------------------- | ------------------- | ------------------- | ------------------- | ------------------- | ------------------- | ------------------- |
| 1990年（平成02年）  |                     |                     | 31,474              |                     | [ 都 1 ]            |                     |
| 1991年（平成03年）  |                     |                     | 31,754              |                     | [ 都 2 ]            |                     |
| 1992年（平成04年）  |                     |                     | 31,605              |                     | [ 都 3 ]            |                     |
| 1993年（平成05年）  |                     |                     | 31,104              |                     | [ 都 4 ]            |                     |
| 1994年（平成06年）  |                     |                     | 30,759              |                     | [ 都 5 ]            |                     |
| 1995年（平成07年）  |                     |                     | 30,557              |                     | [ 都 6 ]            |                     |
| 1996年（平成08年）  | 10,318              | 20,391              | 30,709              |                     | [ 都 7 ]            | [ 江 1 ]            |
| 1997年（平成09年）  | 10,151              | 19,992              | 30,143              |                     | [ 都 8 ]            | [ 江 1 ]            |
| 1998年（平成10年）  | 10,181              | 19,917              | 30,098              |                     | [ 都 9 ]            | [ 江 1 ]            |
| 1999年（平成11年）  | 10,177              | 19,718              | 29,895              |                     | [ 都 10 ]           | [ 江 1 ]            |
| 2000年（平成12年）  | 10,240              | 19,870              | 30,110              | [ JR 2 ]            | [ 都 11 ]           | [ 江 1 ]            |
| 2001年（平成13年）  | 10,359              | 20,009              | 30,368              | [ JR 3 ]            | [ 都 12 ]           | [ 江 2 ]            |
| 2002年（平成14年）  | 10,489              | 20,049              | 30,538              | [ JR 4 ]            | [ 都 13 ]           | [ 江 3 ]            |
| 2003年（平成15年）  | 10,541              | 20,054              | 30,595              | [ JR 5 ]            | [ 都 14 ]           | [ 江 4 ]            |
| 2004年（平成16年）  | 10,303              | 19,800              | 30,103              | [ JR 6 ]            | [ 都 15 ]           | [ 江 5 ]            |
| 2005年（平成17年）  | 10,184              | 19,568              | 29,752              | [ JR 7 ]            | [ 都 16 ]           | [ 江 6 ]            |
| 2006年（平成18年）  | 10,216              | 19,864              | 30,080              | [ JR 8 ]            | [ 都 17 ]           | [ 江 7 ]            |
| 2007年（平成19年）  | 10,327              | 19,668              | 29,995              | [ JR 9 ]            | [ 都 18 ]           | [ 江 8 ]            |
| 2008年（平成20年）  | 10,209              | 19,940              | 30,149              | [ JR 10 ]           | [ 都 19 ]           | [ 江 9 ]            |
| 2009年（平成21年）  | 10,244              | 20,579              | 30,823              | [ JR 11 ]           | [ 都 20 ]           | [ 江 10 ]           |
| 2010年（平成22年）  | 10,117              | 21,081              | 31,198              | [ JR 12 ]           | [ 都 21 ]           | [ 江 11 ]           |
| 2011年（平成23年）  | 10,113              | 20,761              | 30,874              | [ JR 13 ]           | [ 都 22 ]           | [ 江 12 ]           |
| 2012年（平成24年）  | 10,278              | 20,810              | 31,088              | [ JR 14 ]           | [ 都 23 ]           | [ 江 13 ]           |
| 2013年（平成25年）  | 10,334              | 21,144              | 31,478              | [ JR 15 ]           | [ 都 24 ]           | [ 江 14 ]           |
| 2014年（平成26年）  | 10,322              | 21,122              | 31,444              | [ JR 16 ]           | [ 都 25 ]           | [ 江 15 ]           |
| 2015年（平成27年）  | 10,566              | 21,549              | 32,116              | [ JR 17 ]           | [ 都 26 ]           | [ 江 16 ]           |
| 2016年（平成28年）  | 10,689              | 22,050              | 32,739              | [ JR 18 ]           | [ 都 27 ]           | [ 江 17 ]           |
| 2017年（平成29年）  | 10,778              | 22,524              | 33,302              | [ JR 19 ]           | [ 都 28 ]           | [ 江 18 ]           |
| 2018年（平成30年）  | 10,847              | 22,832              | 33,679              | [ JR 20 ]           | [ 都 29 ]           | [ 江 19 ]           |
| 2019年（令和元年）  | 10,505              | 22,931              | 33,436              | [ JR 21 ]           | [ 都 30 ]           | [ 江 20 ]           |
| 2020年（令和02年）  | 8,151               | 17,848              | 26,000              | [ JR 22 ]           | [ 都 31 ]           | [ 江 21 ]           |
| 2021年（令和03年）  | 9,198               | 17,575              | 26,773              | [ JR 23 ]           | [ 都 32 ]           | [ 江 22 ]           |
| 2022年（令和04年）  | 10,236              | 18,419              | 28,656              | [ JR 24 ]           | [ 都 33 ]           | [ 江 23 ]           |
| 2023年（令和05年）  | 10,685              | 19,287              | 29,973              | [ JR 1 ]            |                     |                     |

## 駅周辺
旧中川と荒川に挟まれている。駅南口には商店街が開けている。バス停や商業施設は、亀戸駅や新小岩駅の周辺と比較すると小規模である。
北口・南口ともにロータリーになっている。北口のロータリーは、東京都市計画事業による土地区画整理により整備されている。また、地下駐輪場が北口に設置されているが、南口にも2009年（平成21年）10月には定期用の地下駐輪場が設置された。
当駅は高架駅ではあるが、周辺は地盤沈下で海抜ゼロメートル地帯となっており、海抜マイナス2メートルの場所に位置する。

### 駅ビル
- シャポーロコ平井 - 駅構内と駅に併設された2階建てのビルにそれぞれ店舗がある。

### 北口
- 平井聖天
- 平井諏訪神社
- 東京水辺ライン・平井発着場
- 西友平井店
- ロピア 平井島忠ホームズ店

### 南口
- 目黄不動尊
- みずほ銀行平井支店
- 平井親和会商店街
- 二本松眼科病院
- 東京情報デザイン専門職大学

## バス路線
| のりば             | 運行事業者       | 系統・行先                                                         | 備考             |
| 北口（平井駅前）   | 北口（平井駅前） | 北口（平井駅前）                                                   | 北口（平井駅前） |
| ------------------ | ---------------- | ------------------------------------------------------------------ | ---------------- |
| 1                  | 都営バス         | - 上23：上野松坂屋前 - 上23折返：平井操車所 - 上23出入：青戸車庫前 |                  |
| 2                  | 都営バス         | - 平23：葛西駅前 - 平28：東大島駅前                                |                  |
| ガード内           | 都営バス         | 艇10（無料送迎バス）：ボートレース江戸川                           | 不定期運行       |
| 南口（平井駅南口） |                  |                                                                    |                  |
| 3                  | 都営バス         | - 平23：平井駅前 - 平28：東大島駅前・平井駅前                      |                  |
| 平井駅入口         |                  |                                                                    |                  |
| －                 | 京成バス東京     | 新小59：浅草寿町／新小岩駅東北広場                                 | 土休日のみ運行   |

## 隣の駅
東日本旅客鉄道（JR東日本）
 総武線（各駅停車）
亀戸駅 (JB 23) - 平井駅 (JB 24) - 新小岩駅 (JB 25)

### 記事本文